# Distrito Central (condado de Showt)
El distrito Central del condado de Showt (persa: بخش مرکزی شهرستان شوط) es un distrito (bajsh) del condado de Showt, en la provincia iraní de Azerbaiyán Occidental. Según el censo de 2006, su población era de 37.545 personas, en 8607 familias. El Distrito tiene una ciudad, Showt.